# Juntes de défense
Ne doit pas être confondu avec Junta de Defensa Nacional.
Les Juntes de défense ou Comités de défense (en espagnol Juntas de Defensa) sont des organisations militaires de caractère prétorien apparues en 1916 en Espagne.
Il s’agit d’organisations corporatives — et non d'une sorte de syndicat comme on a pu l’affirmer ; elles défendent les intérêts de certains corps déterminés, notamment l’artillerie et les ingénieurs — de militaires en poste dans la Péninsule réclamant des augmentations de salaire — la Première Guerre mondiale créant un contexte de forte inflation économique — et protestant contre les rapides promotions obtenues pour mérites de guerre de ceux affectés aux opérations en cours au Maroc,,. Elles incarnent à la fois la figure extrême des « bureaucrates militaires mal payés » et la défense du « statut "moral" » de l’Armée espagnole.
Recevant dans un premier temps le soutien du roi Alphonse XIII, elles forment un groupe de pression militaire sur le pouvoir civil qui finit par intervenir activement dans la vie politique du pays, provoquant la chute de plusieurs gouvernements. L’action des Juntes constitue le déclencheur de la crise du régime de la Restauration en 1917,,,. Le mouvement des Juntes, « qui fut essentiellement une grève d'officiers  en faveur d'améliorations économiques, fut accepté par l'opinion publique comme un moyen légitime pour imposer la rénovation de la vie politique ».
L’épisode des Juntas illustre une évolution du régime, le rôle des partis dans l’initiative politique s’atténuant au profit du pouvoir royal et des garnisons militaires. Il marque un point de non-retour : jusqu’au coup d'État de Primo de Rivera en 1923, les crises de gouvernements de la monarchie constitutionnelle s’enchainent, les élections générales sont convoquées à 4 reprises, trois présidents du Conseil des ministres chutent sous la pression directe des militaires, et les espoirs d’une régénération du système de l’intérieur s'évanouissent. Le roi cède au prétorianisme, dans une tentative d’instrumentaliser les Juntes pour son bénéfice propre tout en cherchant à les modérer : pour contrer les protestations sociales, il recourt à la militarisation de l’ordre public, laissé aux mains d’une Armée devenue corporatiste,.
En janvier 1922, elles sont rebaptisées « commissions informatives » (comisiones informativas), puis dissoutes en novembre de la même année, dix mois avant le coup d'État de Primo de Rivera qui débouche sur une dictature  militaire et met fin au régime constitutionnel.

## Histoire

### Origines

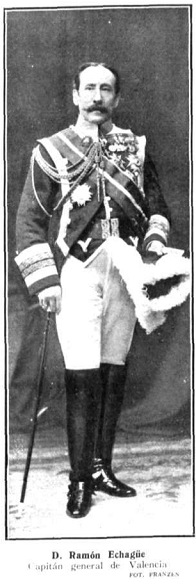
Le général Ramón Echagüe y Méndez Vigo, ministre de la Guerre entre 1913 et 1915.

L'origine des Juntes de défense remonte au mécontentement provoqué au sein de certains secteurs de l'Armée par les tentatives de réforme militaire entreprises par les gouvernements du conservateur Eduardo Dato et du libéral Romanones.
En novembre 1915, le général  Ramón Echagüe y Méndez Vigo, ministre de la Guerre de Dato, présente un plan de réduction nombre d'officiers — jugé comme trop important et l'un des grands problèmes de l'Armée, notamment en raison du surcoût que cela occasionne pour les finances publiques — par le biais de retraites anticipées, qui n'est finalement pas approuvé à cause de la chute du gouvernement le mois suivant. Le projet est repris par son successeur au ministère, le général Agustín de Luque y Coca, qui le complète avec une mesure de suppression de bon nombre de postes vacants, qui prévoit la mise en réserve d’environ 4 800 officiers, amélioration des promotions pour mérites de guerre, ainsi qu'un compromis controversé sur la question des promotions — maintien des avancements à l'ancienneté en temps de paix, mais avec l'introduction d'examens pour valoriser l'aptitude des candidats, laissant ainsi la possibilité de concéder des avancements pour mérite dans le futur, qui seraient supervisés par le Conseil suprême de Guerre et Marine —,.
Le moment est particulièrement mal choisi, avec un contexte international marqué par le premier conflit mondial, les forces espagnoles activement impliquées dans la guerre en Afrique du Nord et l’institution armée encore en crise comme conséquence du « désastre de 1898 », dont elle est tenue pour responsable dans l'opinion.
Le plan suscite le rejet des chefs et des officiers de grade inférieur à colonel affectés dans la Péninsule, ceux que la réforme affecte le plus, qui défendent traditionnellement un avancement strictement régi par l'ancienneté. C'est dans ces conditions qu'est formée en novembre 1916 à Barcelone la junte de défense de l'Arme des Ingénieurs, qui revendique également la possibilité de rendre compatibles leurs affectations avec l'exercice de leur profession dans le civil. À l'automne suivante, toujours à Barcelone, suivant cet exemple les officiers de l'Arme d'infanterie créent leur propre junte, qui non seulement s'oppose à la réforme du général Luque, mais également aux promotions au mérite et au favoritisme dans leurs concessions, et réclame des augmentations de salaires dans un contexte de forte inflation provoquée par la Première Guerre mondiale qui entraîne d'importantes baisses de pouvoir d'achat. Le mouvement des juntes s'étend ensuite dans toute la Péninsule, formant un réseau de juntes locales et régionales culminant dans la « Junte centrale de défense » (« Junta Central de Defensa »), ayant son siège à Barcelone et dirigée par le colonel du régiment de Vergara, Benito Márquez Martínez. Selon les sources diplomatiques françaises, les Juntes regroupent environ 9 000 officiers.
Dans ce premier temps, les juntes sont illégales et secrètes — le droit syndical n'est pas reconnu aux militaires —, mais leur action est connue et publique.
Un lien a été établi entre la formation des Juntes de Défense des sous-officiers et Pablo Iglesias Posse, fondateur du PSOE,.

### Reconnaissance et période d’influence

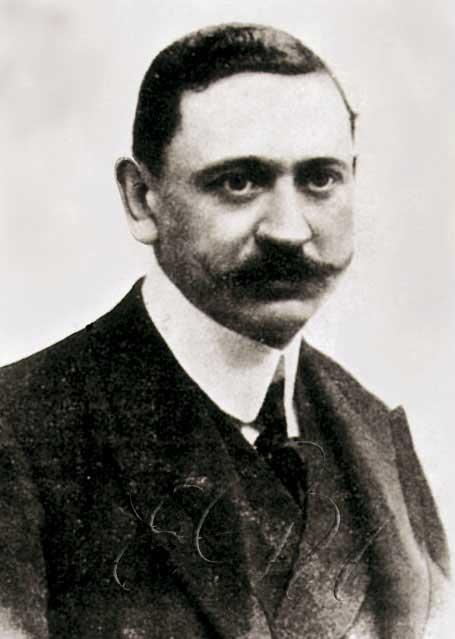
Manuel García Prieto, président du gouvernement qui s’oppose à la légalisation des Juntes de défense mais se voit contraint à démissionner face à la pression des Juntes.

Les juntes exigent leur reconnaissance légale. Le gouvernement refuse une telle organisation des militaires, qui serait un menace directe pour le pouvoir civil et fait arrêter leurs dirigeants. En avril 1917, le général Aguilera Egea, ministre de la Guerre du nouveau gouvernement García Prieto, ordonne leur dissolution. La tension s’accroit tout au long du mois de mai, jusqu’à la remise, le 1er juin suivant, d’un manifeste de la Junte de défense de Barcelone au capitaine général de Catalogne qui réclame « justice et équité » pour toute l’armée — notamment des augmentations de salaire et la suppression des promotions pour mérites de guerre —, exige la mise en liberté des officiers détenus en raison de leur appartenance aux juntes et lance un ultimatum aux autorités, menaçant d’entrer en désobéissance si leurs demandes sont refusées. Il s’agit de la « première intervention de caractère corporatif et à visée militariste de l’armée espagnole ».

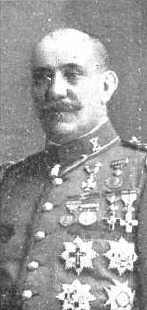
Le colonel Márquez, figure la plus en vue des Juntes de défense.

La situation est critique, car le pouvoir risque de perdre l’appui d’une grande partie de l’Armée, qui constitue l’un des piliers de la Monarchie.
Le roi Alphonse XII, qui a suivi le conflit avec beaucoup d’attention, cherchant une issue qui préserve son prestige auprès des militaires, se prononce en faveur des juntes,,, les couvrant d’éloges et louant leur patriotisme, à l’encontre du pouvoir civil. Il ordonne directement au capitaine général de Catalogne la libération des junteros, entraînant la démission du ministre, discrédité, le 11 février 1918, suivi du gouvernement tout entier, par solidarité. Avec cette décision, le roi s’aliène durablement une grande partie des militaires favorables au régime libéral.
Le monarque nomme le conservateur Dato pour succéder au libéral García Prieto, qui s’empresse de s’incliner devant les conditions imposées par les juntes : il débloque 1 189 860 pesetas pour l’augmentation des rétributions militaires, suspend les garanties constitutionnelles, censure la presse et ferme le Parlement quelques jours plus tard,, reproduisant une situation similaire à celle qui avait fait suite aux incidents du ¡Cu-Cut! en 1905-1906 et l'approbation de la Ley de Jurisdicciones,.
Contrairement aux probables attentes des autorités, cette situation, loin d’aider à dominer l’indiscipline des juntes, leur confère une légitimité pour intervenir dans la vie politique du pays, ce qu’elles feront au cours des années suivantes. S’appuyant sur le statut du monarque défini comme « chef des Armées » dans la Constitution, elles communiquent directement avec le roi Alphonse XIII et s’immiscent dans la vie politique, participant à la demande de rénovation et de régénération alors très diffusée dans la société,,.
Rapidement, le coronel Márquez Martínez, figure la plus en vue des Juntas — dont il préside la branche d’Artillerie —, est accueilli dans l’opinion comme un sauveur incarnant les revendications de rénovation du régime et entre en contact avec les plus grandes personnalités politiques, comme le catalaniste Francesc Cambó, le conservateur Antonio Maura ou le républicain Alejandro Lerroux, en dépit de son impéritie.

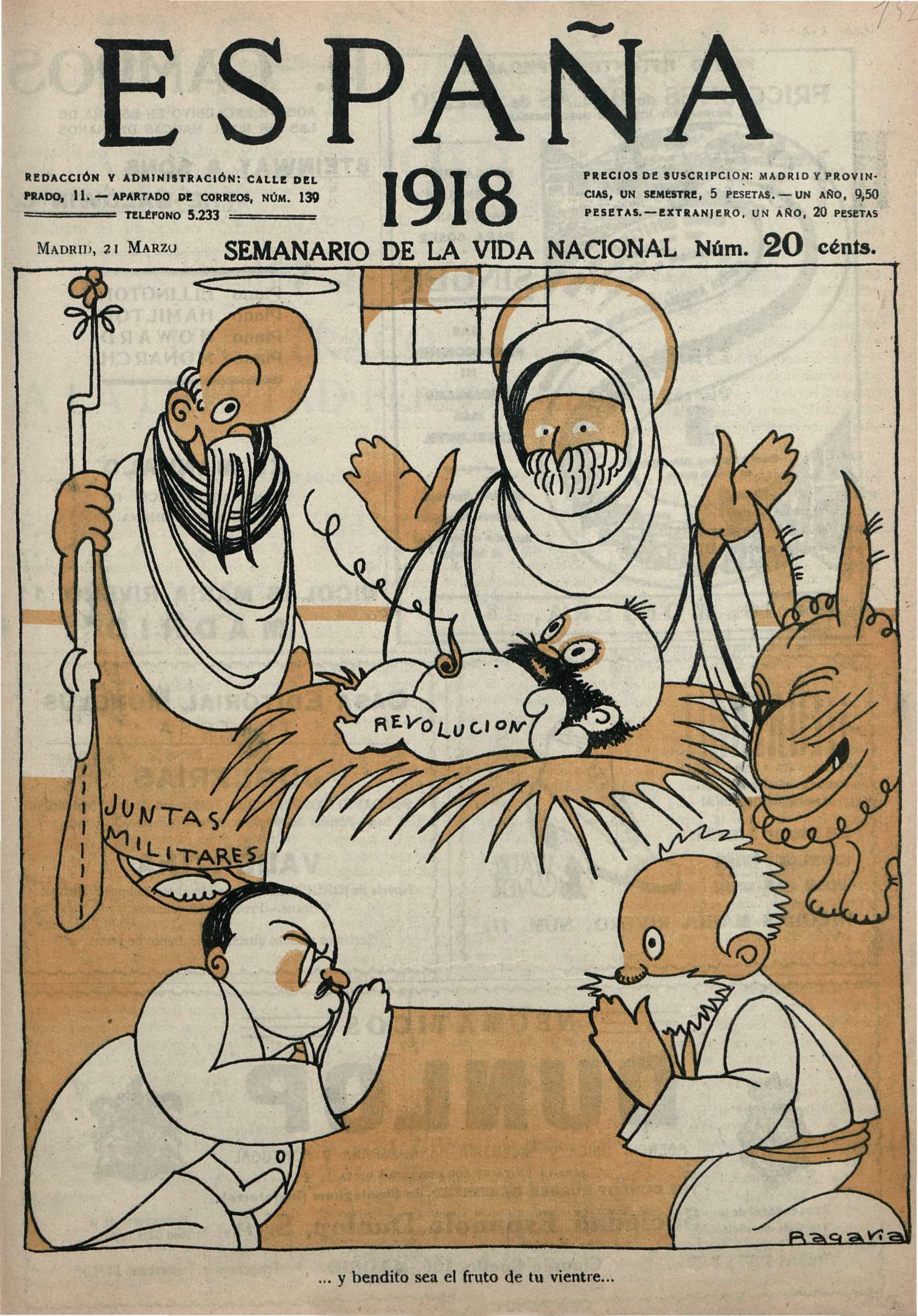
Caricature en couverture de la revue España (21 mars 1918), représentant une scène Nativité, où apparaissent les Juntes de défense.

Au cours de la Grève générale de 1917, les socialistes et certains révolutionnaires escomptent dans un premier temps un appui des soldats comme dans les soviets de la Révolution de Février, car ils considèrent que leurs revendications se rejoignent sur l’essentiel. Néanmoins, à la surprise de ces derniers, les membres des juntes suivent les ordres reçus de leurs supérieurs et participent pleinement à la répression des troubles sociaux, permettant leur rapide extinction,.
Après la grève du mois d'août, les juntes exercent une pression sur le gouvernement Dato, provoquant sa démission en octobre, confirmant un retour de l’Armée au premier plan de la vie politique du pays, qui redevient un facteur déterminant pour la formation ou le maintien d’un gouvernement, aussi bien libéral que conservateur.
Le nouveau gouvernement , dit « de concentration » — présidé par le libéral García Prieto, il rassemble des personnalités issus d'autres formations, comme le conservateur de la Cierva à la Défense — ne dure que quelque mois. De la Cierva mène sa propre politique, en soutien des revendications des Juntes de défense, provoquant la désaffection des autres factions libérales envers le chef du gouvernement. Lorsque ce dernier présente sa démission, les juntes l'obligent à rester au pouvoir. C’est finalement la grève des fonctionnaires, qui forment leurs propres groupes de pression en imitation des juntes militaires, qui met un terme au gouvernement. García Prieto décrète la dissolution du corps de Courriers et télégraphes, celui qui a commencé la grève, tandis que les militaires menacent de l’établissement d’un gouvernement présidé par de la Cierva,. Le roi charge alors le comte de Romanones de réunir les chefs des différentes factions libérales et conservatrices pour trouver une issue, d’où surgit un nouveau « gouvernement de concentration », cette fois présidé par le conservateur Antonio Maura.
Ces évènements sont considérés comme un « pronunciamiento désarmé » ou « pacifique », ou bien comme le premier pronunciamiento du XXe siècle par certains historiens,,.
Ils contribuent également à accentuer la division au sein de l’Armée, en renforçant une esprit élitiste auprès des militaires africanistes, méprisant la vie civile, les militaires des garnisons et le pouvoir civil.

### Rejet et dissolution
En juillet-août 1922, est formé un nouveau gouvernement de concentration présidé par Maura, qui choisit de s’occuper des Juntes, devenues trop menaçantes pour le système. En janvier 1922, le ministre de la Guerre Juan de la Cierva les transforme en simples « commissions informatives » intégrées à son ministère, bien qu’il doive se montrer très insistant pour obtenir la signature du décret par le roi — ce dernier, ayant maintenu des contacts avec les chefs des Juntes, s’étant montré très dubitatif sur l’opportunité de la mesure —, allant jusqu'à menacer de démissionner.
Le gouvernement Maura, acculé par la question des responsabilités du « désastre » d'Anoual, ne dure que 8 mois et est remplacé en mars 1922 par un gouvernement, encore conservateur, présidé par José Sánchez Guerra.
Le gouvernement de Sánchez Guerra tente de faire face aux prétentions interventionnistes des militaires et de soumettre les Juntes de défense, alors dénommées « commissions informatives », au pouvoir civil, en comptant pour cela sur la collaboration du roi.  Le monarque finit ainsi par les répudier après les avoir utilisées. En juin 1922, dans une réunion avec les militaires de la garnison de Barcelone, Alphonse XIII se montre très critique envers les Juntes, il déplore leur tendance à l’indiscipline et leur immiscion en politique(Tusell et García Queipo de Llano 2002, p. 377-378) ; en échange il reçoit des marques de soutien de la part des militaires dits « africanistes », c’est-à-dire affectés au Protectorat du Maroc.
Au parlement, le gouvernement manifeste son soutien aux paroles du monarque. À la suite de la demande de dissolution des Juntes formulée par le député indépendant Augusto Barcia, le premier ministre répond qu’il a toujours pensé que les Juntes étaient illégitimes, qu’il n’avait jamais approuvé leurs actes et assure que le gouvernement agirait si elles agissaient en marge de la loi. Les députés réformistes, républicains et socialistes critiquent l’intervention du roi, considérant qu’elle sort de ses prérogatives constitutionnelles, rappellent le soutien qu’il avait donné au Juntes par le passé et reprochent au gouvernement de se réfugier derrière le roi pour exprimer son avis sur la question.
Finalement, le Parlement adopte en novembre 1922 une loi qui prononce la dissolution des Juntes et établit les normes strictes que les militaires doivent suivre pour obtenir des mérites de guerre, satisfaisant ainsi l'une des revendications de celles-ci. Il obtient de cette manière un rétablissement d’une relative unité entre officiers africanistes et junteros de l’Armée espagnole.

## Conséquences
L’épisode des Juntes de défense constituent un précédent dans l’histoire de l’Armée espagnole et un point de non-retour pour le régime de la Restauration.
Selon l’historien Fernando Puell, « La pseudo-légalisée intromission de Juntes de défense dans la vie politique nationale, ouvertement tolérée par les gouvernements qui se succédèrent de 1917 à 1922, habituèrent la société à la médiatistion des corps d’officiers. Pour cette raison, la majorité de la population n’émit pas d’objection, beaucoup acceptèrent avec complaisance et même certains célébrèrent » le coup d’État militaire de 1923Puell 2000, p. 145.
Avant celui-ci, d'anciens membres de la Junte d'infanterie ourdirent un plan la même année pour mettre fin au gouvernement civil.